# Ambroży (Cubas)
Ambroży, imię świeckie Ezequiel de Almeida Cubas (ur. 6 września 1955 w Capão Bonito) – brazylijski duchowny prawosławny, biskup PAKP.

## Życiorys
Jest absolwentem Faculdades Integradas Barros Melo, gdzie w 1980 uzyskał dyplom na Wydziale Administracji i Statystyki. Ukończył również studia MBA ze specjalizacją zarządzanie energią. W 1988 podjął pracę w charakterze dyrygenta chóru monasterskiego w klasztorze Przemienienia Pańskiego w Mafrze, należącym do Portugalskiego Kościoła Prawosławnego, autonomicznej metropolii podległej Polskiemu Autokefalicznemu Kościołowi Prawosławnemu. W 1997 złożył wieczyste śluby mnisze, przyjmując imię Ambroży. W tym samym roku był kolejno wyświęcany na diakona i kapłana oraz został podniesiony do godności archimandryty.
Jego chirotonia biskupa miała miejsce w Rio de Janeiro 20 czerwca 1998 z udziałem siedmiu hierarchów Portugalskiego Kościoła Prawosławnego oraz arcybiskupa łódzkiego i poznańskiego Szymona. Ambroży (Cubas) został wyświęcony na biskupa pomocniczego diecezji Rio de Janeiro i Olinda-Recife z tytułem biskupa Recife.
Równolegle z prowadzeniem pracy duszpasterskiej w diecezji biskup Ambroży pracuje w banku. Biegle posługuje się językami francuskim i angielskim.